# Ким Мин Джи (шорт-трекистка)
Ким Мин Джи (кор. 김민지; англ. Kim Min-Jee род. 7 января 1986 года в Сеуле) — корейская шорт-трекистка. 3-хкратная чемпионка мира. Бронзовый призёр в абсолютном зачёте чемпионата мира в Варшаве 2003 года.

## Спортивная карьера
Ким Мин Джи начала кататься в начальной школе, уже в женской средней школе, зимой 2001 года выиграла две золотых медали на 82-м Национальном фестивале зимних игр, а в сентябре победила в беге на 500 м на национальном чемпионате. Она училась в первом классе старшей школы для девочек Джинмён, когда участвовала в январе 2002 года на юниорском чемпионате мира в Чхунчхоне, где выиграла три золотых, одну серебряную награду и стала чемпионкой в многоборье. В апреле отобралась в национальную сборную и в феврале 2003 года на зимних Азиатских играх в Аомори завоевала золото в составе эстафетной команды.
В марте в свои 17 лет заняла третье место в общем зачёте на чемпионате мира в Варшаве и выиграла золото на командном чемпионате мира в Софии. В 2004 году вместе с командой выиграла эстафету на чемпионате мира в Гётеборге. и в марте на чемпионате мира среди команд в Санкт-Петербурге в третий раз выиграла золотую медаль.